# آرل-ریکستل
آرل-ریکستل (به لاتین: Aarle-Rixtel) یک سکونتگاه مسکونی در هلند با جمعیت ۵٬۸۱۴ نفر است که در Laarbeek واقع شده‌است.